# Fiat Regata
La Fiat Regata è un’autovettura prodotta dalla FIAT e derivata dalla piattaforma in comune con la Fiat Ritmo. Venne commercializzata nel 1983 e prodotta fino al 1990.
Le concorrenti nella stessa fascia di mercato erano le Audi 80, Citroën BX, le Ford Orion e Sierra, Opel Ascona (poi Vectra), Rover serie 200, e le Volkswagen Jetta e Passat. Una versione con molti punti in comune con la Regata fu la spagnola SEAT Málaga. La Lancia Prisma invece ne condivideva motori e cambi, anche se i benzina erano generalmente più potenti degli omologhi FIAT (telaio e sospensioni invece erano del tutto diversi, gli stessi della Lancia Delta).

## Versioni

### 1983
La Fiat Regata nasce nello stabilimento della Fiat Mirafiori nel 1983, ed entra a far parte del segmento delle berline medie. È stata lanciata al Salone di Francoforte nel settembre 1983.
L'auto di casa Fiat inizialmente doveva chiamarsi Fiat Azzurra in onore dell'omonima barca a vela, che aveva tra i finanziatori Gianni Agnelli e che ben figurò all'America's Cup del 1983, ma poi si scelse il nome Regata, sempre legato a tale ambito. Con una linea filante e con un abitacolo spazioso, la Fiat Regata venne venduta in varie versioni: la Regata con motore Diesel e le 70, 85 e 100 con motore benzina. Il cambio era manuale a 5 marce per tutte (tranne la 1.3 litri, venduta in alcuni mercati con cambio a 4 rapporti), a richiesta era disponibile un cambio automatico sulla 85 ed, in un secondo tempo, sulla 70. La versione più ricca e costosa era di gran lunga la 100, che permetteva lunghi e confortevoli viaggi autostradali; la Diesel, invece, per chi percorreva molti chilometri e voleva risparmiare, era disponibile in due motorizzazioni di SOHC, l'iniziale da 1714 cm³ che erogava 58 CV e il successivo, aggiunto nel 1984, da 1929 cm³ con 65 CV. Disponibili in due allestimenti, normale e "S", queste ultime montavano di serie alzacristalli elettrici e chiusura centralizzata, oltre a una strumentazione più completa; inoltre, le versioni 85S, 100S e DS potevano montare, a richiesta, l'aria condizionata, mentre il servosterzo, di serie sulla DS, a richiesta poteva dotare anche la 100S. Caratteristico della Regata in versione S era il gruppo comandi della climatizzazione a controllo elettronico, in cui i tradizionali cursori a leva erano sostituiti da pulsanti basculanti, e file di LED a indicare portata e temperatura dell'aria.

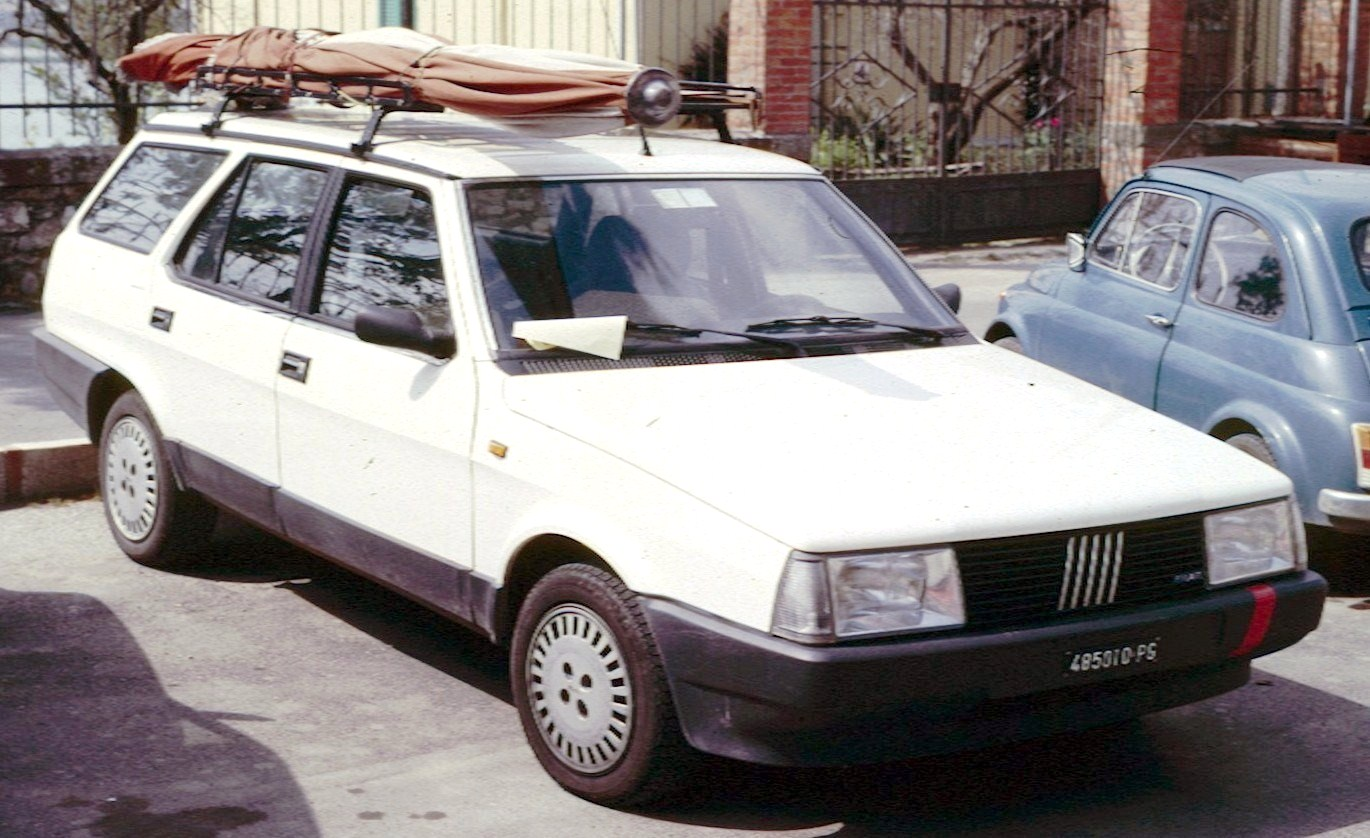
Fiat Regata Weekend del 1985

Accanto alle versioni normali venne presentata anche una serie riconoscibile dalla sigla ES (Energy Saving) che presentava alcuni miglioramenti aerodinamici e accorgimenti tecnici maggiori (più alto rapporto di compressione, differente fasatura della distribuzione, carburatore con cut-off elettronico), un motore da 1301 cm³ da 65 CV (3 CV in meno della 70, che arrivava a 68 CV), un sistema di spegnimento del motore (con vettura ferma, cambio in folle e pedale della frizione sollevato) denominato Citymatic, antesignano del sistema start e stop, e accensione elettronica digitale Marelli Digiplex, il tutto al fine di ridurre il consumo di carburante.
Venne messa in commercio quale erede della Fiat 131, anche se il pianale era derivato da quello della Ritmo, assieme a buona parte della meccanica: pertanto, aveva motore anteriore trasversale e trazione anteriore, abbandonando la soluzione classica della 131 (motore anteriore longitudinale e trazione posteriore). Nel 1984 venne presentata anche la versione Weekend, che andava a sostituire nel catalogo la Fiat 131 Panorama.
Anche per questo modello proseguì l'abitudine della casa torinese di assegnare un numero al modello seguendo la potenza erogata dal motore; effettivamente il motore base da 1.301 cm³ erogava 68 CV, l'intermedio da 1.498 cm³ ne erogava 82 e il top della gamma da 1.585 cm³ disponeva di 100 CV. A settembre 1985, con l'introduzione della III serie della Ritmo, furono rivisti i propulsori: il carburatore con cut-off fu introdotto anche sulle 1.3 e 1.5 litri, mentre il rapporto di compressione fu incrementato come nella versione ES, la cui produzione fu interrotta pur rimanendo a listino per un breve periodo. Conseguenza di ciò fu una lieve riduzione della potenza massima, da 68 CV a 65 CV per la 1.3 litri e da 82 CV a 79 CV per la 1.5 litri, ma allo stesso tempo la coppia massima si incrementò, con una maggiore elasticità del propulsore.

### 1986

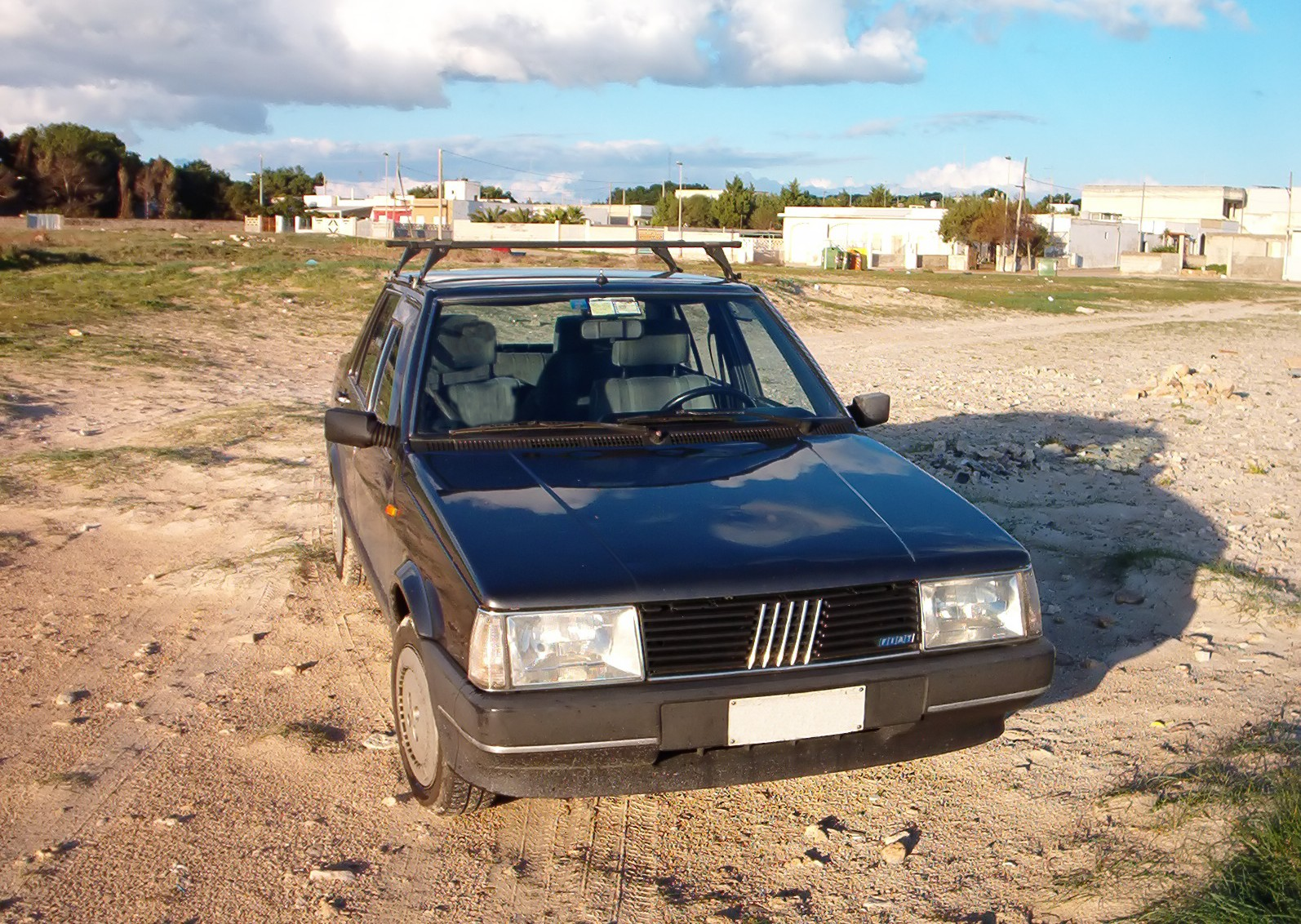
Una Regata del 1988, vista frontale

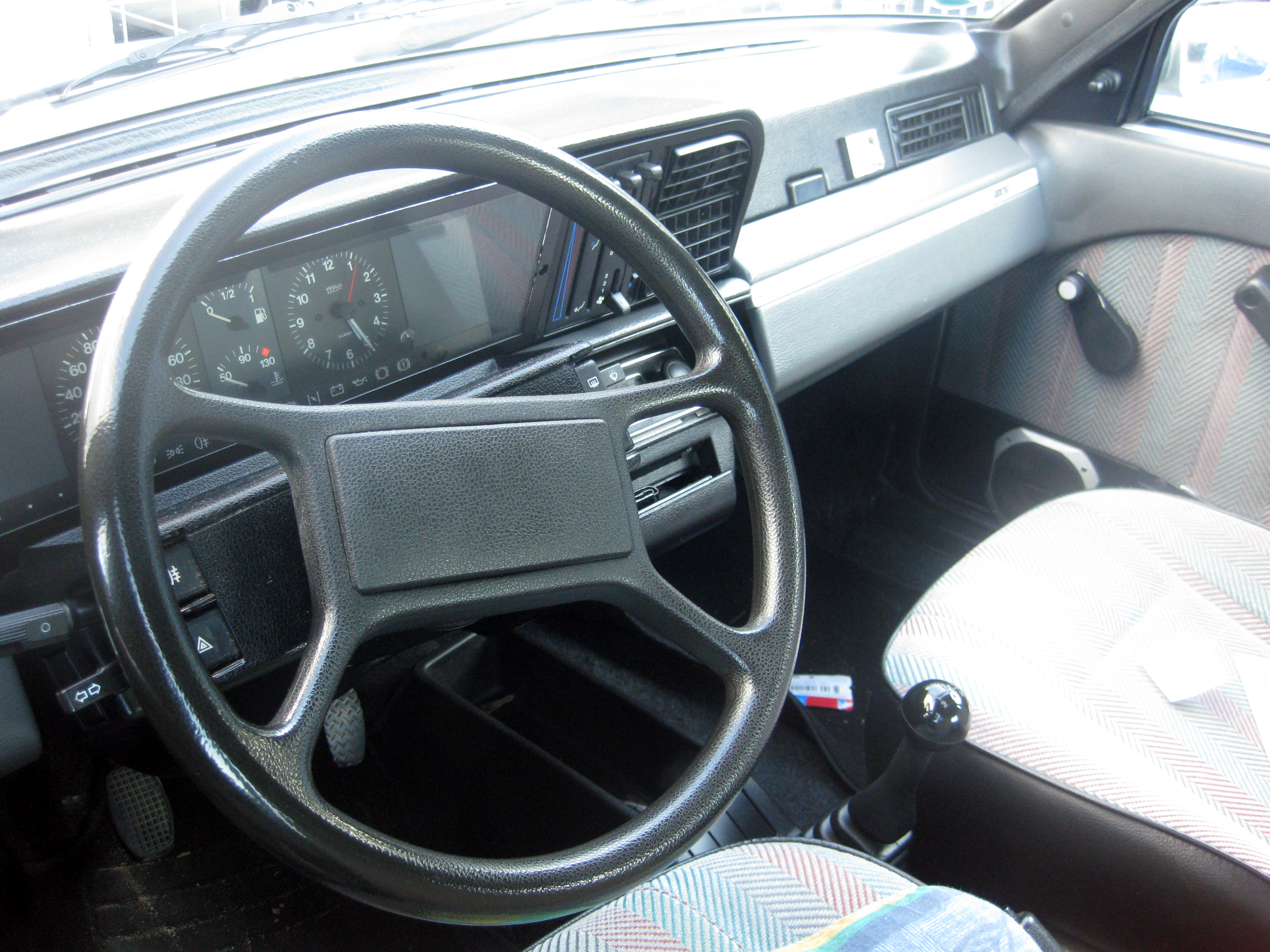
Interni

Un aggiornamento del modello avvenne nel 1986, quando furono cambiati numerosi piccoli particolari estetici (quali le maniglie delle portiere, la linea di cintura che seguiva l'inclinazione del cofano, il paraurti posteriore leggermente più lungo in modo da coprire il sottoscocca, le modanature inox su calandra e paraurti, i nuovi fanali anteriori e posteriori per le versioni S, i nuovi copriruota, i nuovi rivestimenti interni e la nuova grafica del quadro strumenti), ma soprattutto venne aggiornata la gamma dei motori.
La versione 100S i.e. montava l'inedito motore 1600 bialbero con iniezione elettronica single point e prese il posto della 100S. Per i mercati esteri vi erano le versioni 75 i.e. con motore 1.500, e la 90 i.e.che era in pratica una 100S i.e. depotenziata per contenere emissioni e permettere l'uso del catalizzatore già obbligatorio in altri paesi europei. Eliminate dal listino italiano la 85 e 85S con motore 1500.
La desinenza "i.e." qualificava i nuovi propulsori come dotati di iniezione elettronica; in alcuni casi in abbinamento alle nuove marmitte catalitiche.
Cambiarono anche i modelli Diesel, venne introdotta la TurboDS con motore turbodiesel da 1929 cm³, mentre l'unità della Regata D da 1714 cm³ lasciò il posto a una nuova unità derivata dal 1929 cm³, ridotto nella cilindrata a 1697 cm³, ma guadagnando in compenso in potenza, raggiungendo i 60 CV e riducendo contemporaneamente i consumi. Anche il peso dei vari modelli venne leggermente ridotto, invariate invece le caratteristiche del motore della regata DS equipaggiata con motore Diesel 1929, già abbastanza moderno all'epoca.
Nel 1987 fu presentata una serie speciale, la Riviera, prodotta esclusivamente con motore a benzina 100S i.e e motore Diesel 1929 turbo; rispetto alle versioni S era riconoscibile grazie a un filetto decorativo laterale con scritta "Riviera" e montava di serie aria condizionata oppure in alternativa il tetto apribile, aveva nuovi interni in velluto ed era disponibile soltanto in due tinte metallizzate. Questa serie fu prodotta fino al 1990.
Nel 1989 la versione Riviera fu affiancata da un'altra versione speciale, la Mare, prodotta con motore 1300 a benzina e 1900 Diesel aspirato; in questo stesso anno scomparve definitivamente dal listino il motore Diesel 1700.
La versione "Mare" era in pratica la versione base della Regata che montava in più i vetri elettrici anteriori e la chiusura centralizzata, con nuovi rivestimenti interni. Questa versione fu prodotta fino al 1990.
Quelle descritte furono le uniche modifiche estetiche apportate al modello nei suoi 7 anni di vita. La produzione della Regata ebbe termine nel 1990, in concomitanza con la presentazione dell'erede, la Fiat Tempra.

### Altre versioni
In Sud America (prodotta in Argentina) e nel Nord Europa la vettura era venduta come "Regatta" con due "t".
Nel 1986 fu commercializzata una versione, denominata "Star", sulla base della Regata 70S prima serie, si trattava di una versione che anticipava gli interni della successiva Regata nelle versioni S della seconda serie, chiamata anche Regata II Atto, come recitava la pubblicità FIAT di allora), caratteristici di tale versione erano i fregi adesivi laterali. Dopo poco tempo infatti (giugno 1986) fu commercializzato il restyling.
Numerose poi, le serie speciale commercializzate all'estero, come ad esempio, la Regata FM, praticamente una 70 con autoradio di serie, o la "Bianca", dal colore di serie, venduta in Inghilterra, oppure la Quarzo (dal colore di serie, anche in questo caso).
Poco note, ma rappresentano il "canto del cigno" della Regata top di gamma, la 1600 ie col bialbero catalizzato, chiamata "Regata 90ie": il numero indica il calo di potenza dovuto, appunto, all'adozione del catalizzatore.
In Venezuela fu venduta anche una versione 2 litri di cilindrata, con il propulsore bialbero di 1995 cm³ della Croma, mentre in alcuni mercati era commercializzata la versione con il motore di 1116 cm³ della Fiat Ritmo e cambio a 5 marce denominata Regata 60.
In Egitto è stata prodotta la Nasco Sahin 1.6SL soprannominata "Florida" grazie al progetto venduto dalla Fiat stessa.
In Turchia è commercializzata come Tofaş Şahin, vettura di derivazione 131 ma con estetica della Regata.
Nel 1985 la Giannini realizzò una versione della Fiat Regata con motore Diesel turbocompresso 1714 cc con 80 CV.

## Motorizzazioni
| Modello         | Disponibilità          | Motore  | Cilindrata (cm³) | Potenza                        | Coppia Massima (Nm) | Emissioni CO2 (g/km) | 0–100 km/h (secondi) | Velocità max (km/h) | Consumo medio ECE (km/L) |
| 70              | dal 09/1983 al 08/1985 | Benzina | 1301             | 50 kW (68 CV a 5700 giri/min)  | 98                  | n.d                  | 13,5                 | 155                 | 13,2                     |
| 70              | dal 09/1985 al 06/1990 | Benzina | 1301             | 48 kW (65 CV a 5600 giri/min)  | 100                 | n.d                  | 13,5                 | 155                 | 13,5                     |
| 85              | dal 09/1983 al 08/1985 | Benzina | 1498             | 60 kW (82 CV a 5700 giri/min)  | 119                 | n.d                  | 12,0                 | 166                 | 12,7                     |
| 85              | dal 09/1985 al 06/1989 | Benzina | 1498             | 58 kW (79 CV a 5600 giri/min)  | 120                 | n.d                  | 12,0                 | 166                 | 12,9                     |
| 100             | dal 09/1983 al 04/1986 | Benzina | 1585             | 73 kW (100 CV a 6100 giri/min) | 133                 | n.d                  | 10,0                 | 180                 | 12,0                     |
| 100 i.e.        | dal 04/1986 al 06/1990 | Benzina | 1585             | 74 kW (101 CV a 6000 giri/min) | 128                 | n.d                  | 10,0                 | 180                 | 12,6                     |
| 1.7 Diesel      | dal 09/1983 al 04/1986 | Diesel  | 1714             | 42 kW (58 CV a 4500 giri/min)  | 103                 | n.d                  | 18,9                 | 150                 | 15,3                     |
| 1.9 Diesel      | dal 07/1984 al 06/1990 | Diesel  | 1929             | 48 kW (65 CV a 4600 giri/min)  | 121                 | n.d                  | 16,0                 | 155                 | 16,5                     |
| 1.9 Turbodiesel | dal 04/1986 al 06/1990 | Diesel  | 1929             | 59 kW (80 CV a 4200 giri/min)  | 172                 | n.d                  | 12,9                 | 170                 | 17,8                     |